# Robert Mehl (Architekt)
Robert Carl-Leopold Mehl (* 14. April 1969 in Koblenz) ist ein deutscher Architekt, Architekturfotograf und Journalist.

## Beruflicher Werdegang
Robert Mehl studierte Architektur mit Schwerpunkt Baugeschichte und Denkmalpflege an der RWTH Aachen. Nach Abschluss seines Architekturstudiums arbeitete Robert Mehl u. a. für das Münsteraner Architekturbüro von Dieter Georg Baumewerd, wo er 1999 am Neubau der Apostolischen Nuntiatur in Berlin beteiligt war. Im Jahr 2000 wechselte er in das Architekturbüro von Jürg Steiner, wo er als Architekt vor Ort an der Neugestaltung der Museen auf Burg Altena mitwirkte.
2001 professionalisierte Robert Mehl sein langjähriges Hobby, um als Architekturfotograf und Journalist zu arbeiten. Seitdem veröffentlicht er regelmäßig Fotografien wie auch Fachartikel in verschiedenen Fachzeitschriften. Darüber hinaus arbeitet Robert Mehl im Bereich von Photogrammetrie (Messbildfotografie) für die Denkmalpflege.
2016–2018 hatte Robert Mehl einen Lehrauftrag für Architekturfotografie an der Technischen Hochschule Mittelhessen in Gießen, seit 2018 unterrichtet er Architekturfotografie an der Fachhochschule Aachen.

## Werke

### Objektreportagen in Wort und Bild (Auswahl)
- 2004: Die Oper von Santa Cruz auf Teneriffa/E (Auditorio de Tenerife) In: DBZ. 06/2004, S. 38–41.[1]
- 2004: Design-Beton – Die Fertigteilmanufaktur (Cocoon Club) In: DBZ. 12/2006, S. 98–103.[2]
- 2009: Rochen am Riff der Stadt – Neuer Bahnhof in Liège-Guillemins/B. In: DBZ. 11/2009, S. 20–27.[3]
- 2010: Ein Phoenix, der an den Wolken kratzt – Burj Khalifa, Dubai/VAE. In: DBZ. 7/2011, S. 38–43.[4]
- 2012: Noch lange kein Check-in (Großflughafen BER). In: Bauwelt. 22.2012 vom 1. Juni 2012, S. 16–23.[5][6]
- 2013: Haus vom Nikolaus – Wie ein Bischof sich eine Architektur gönnt, die ihm keiner gönnt (Diözesanes Zentrum Sankt Nikolaus in Limburg an der Lahn). In: DBZ-online im Oktober 2013.[7][8]
- 2013: Marmaray-Projekt mit Bosporustunnel in Istanbul/TR – Tunnel versenkt. In: tunnel. 06/2013, S. 12–19.[9]
- 2014: DBZ 2014 Stadion Spezial, Gesamtheft[10]
- 2016: Messner Mountain Museum Corones, Kronplatz/Südtirol – Der Architekturgletscher. In: VISO. 4/2017, S. 18–25.[11]
- 2017: 9/11 Memorial & Museum zusammen mit dem Liberty Park, New York City, In: Jahrbuch Beton Bauteile. Edition 2017, ISBN 978-3-76253-676-5, S. 190–199.
- 2019: Flaschenpost aus Beton – Unterwasserrestaurant „under“ in Lindesness, Norwegen. In: opus C. 3/2019, S. 16–19[12]

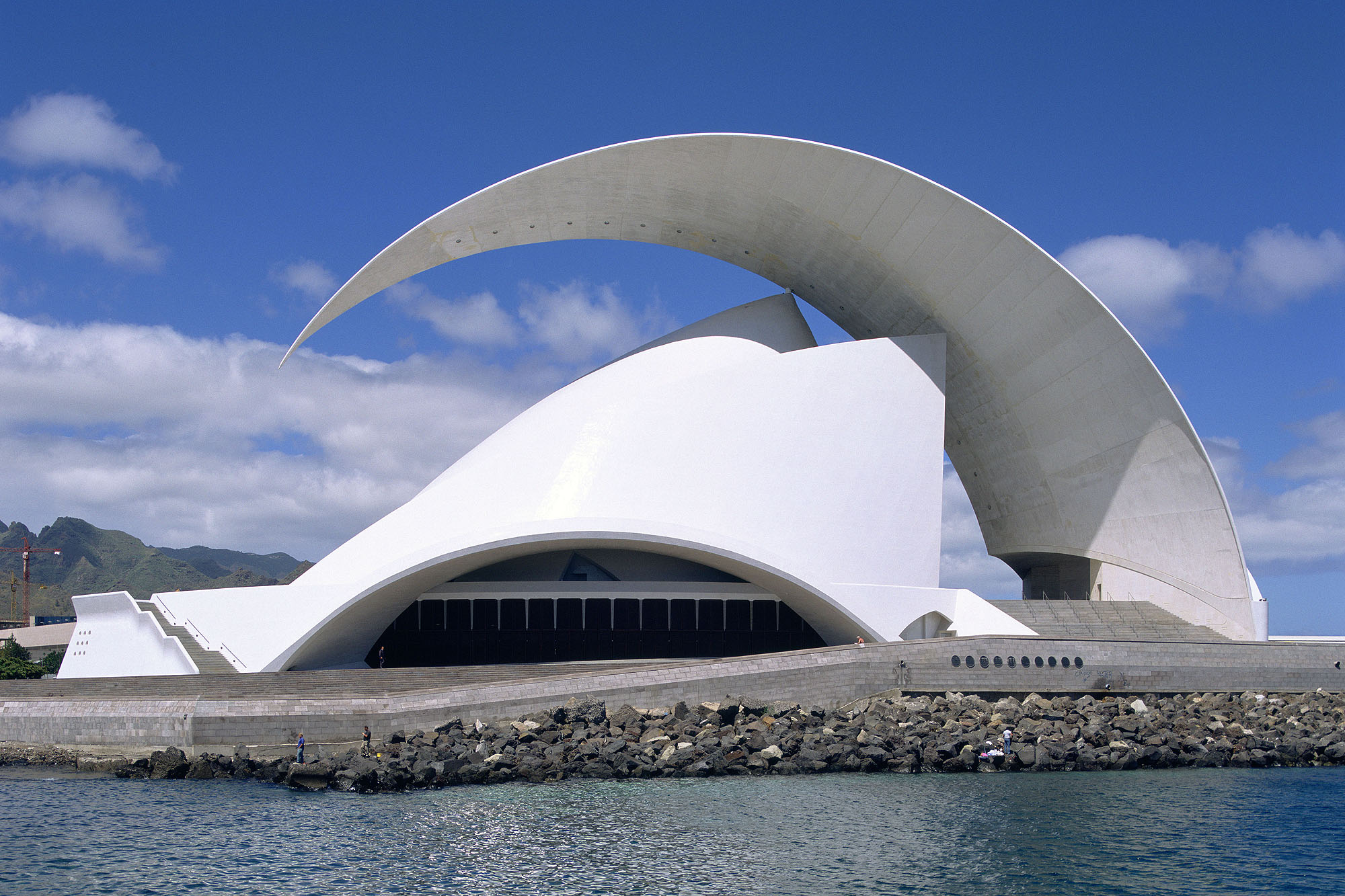
Auditorio de Tenerife, Teneriffa
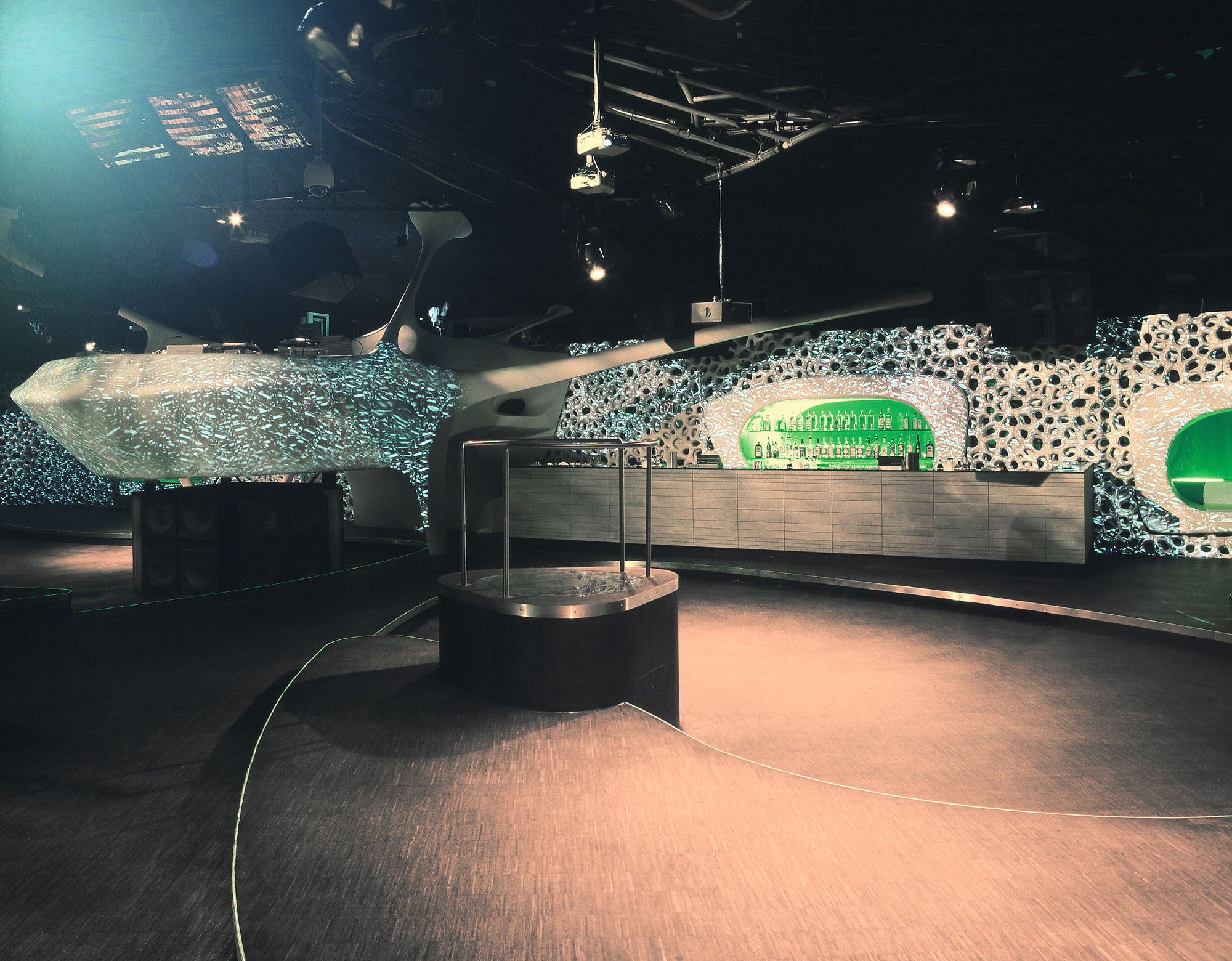
Cocoon Club, Frankfurt am Main
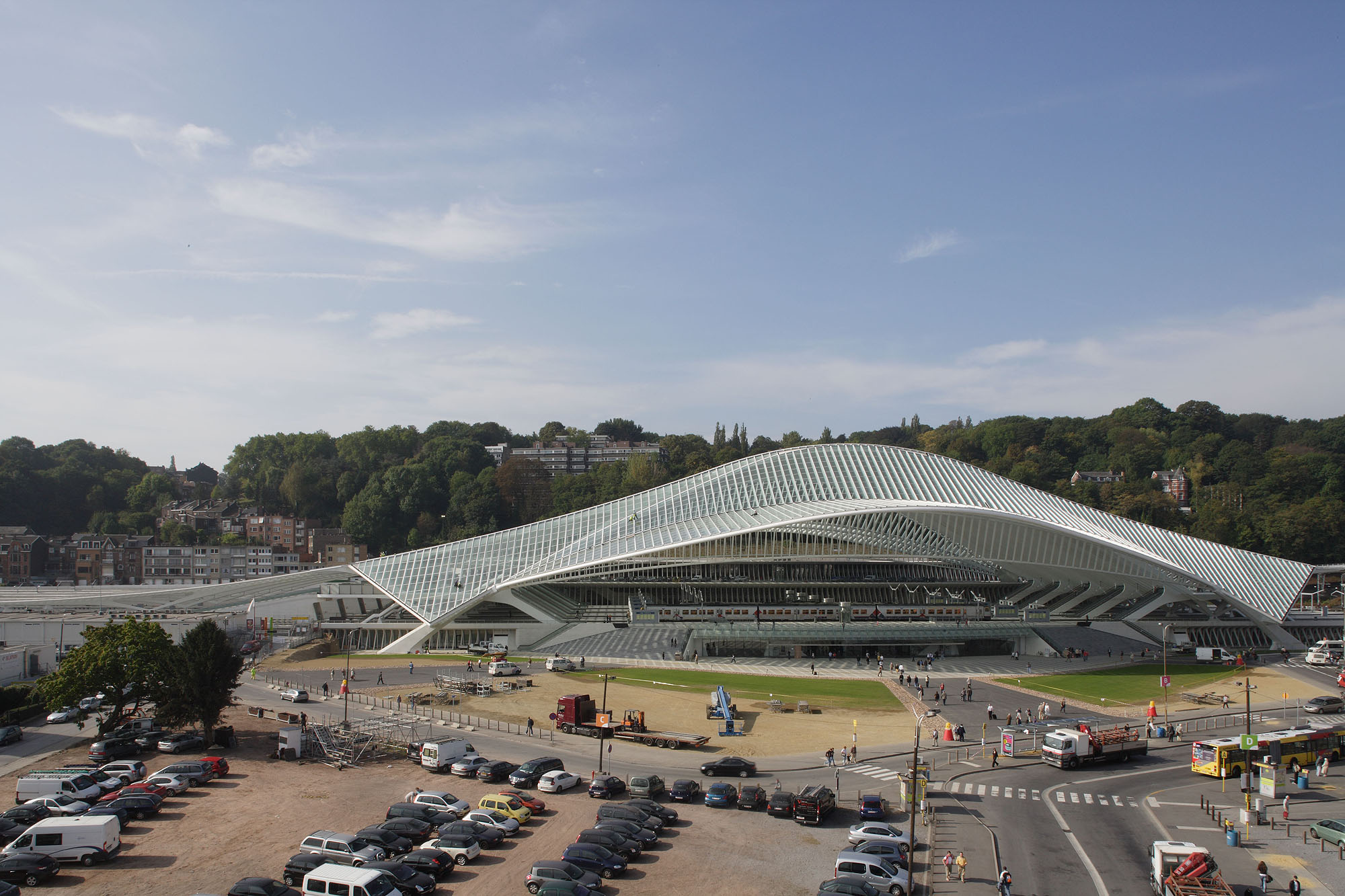
TGV-Bahnhof Lüttich-Guillemins
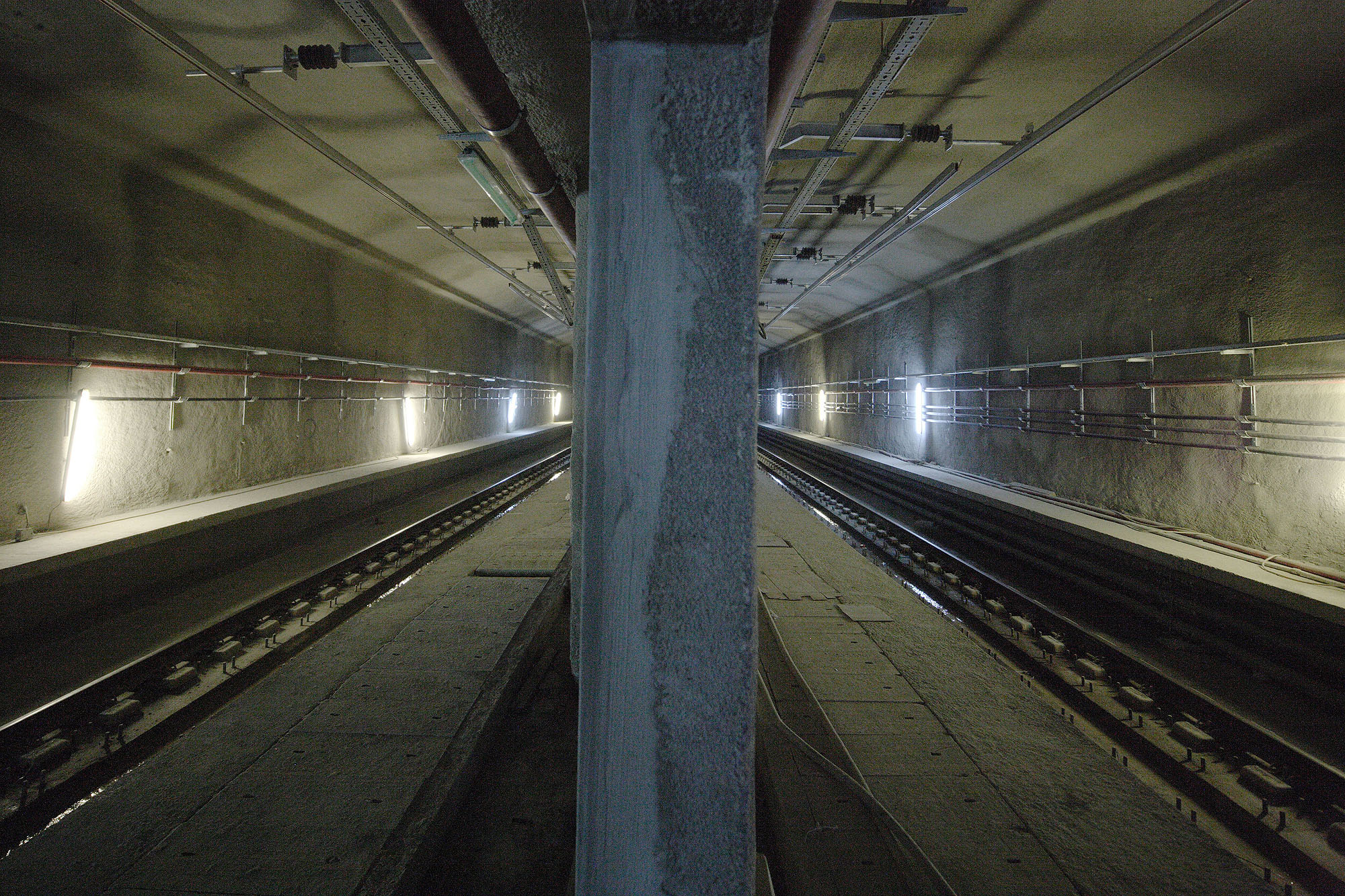
Bosporus-Tunnel, Istanbul
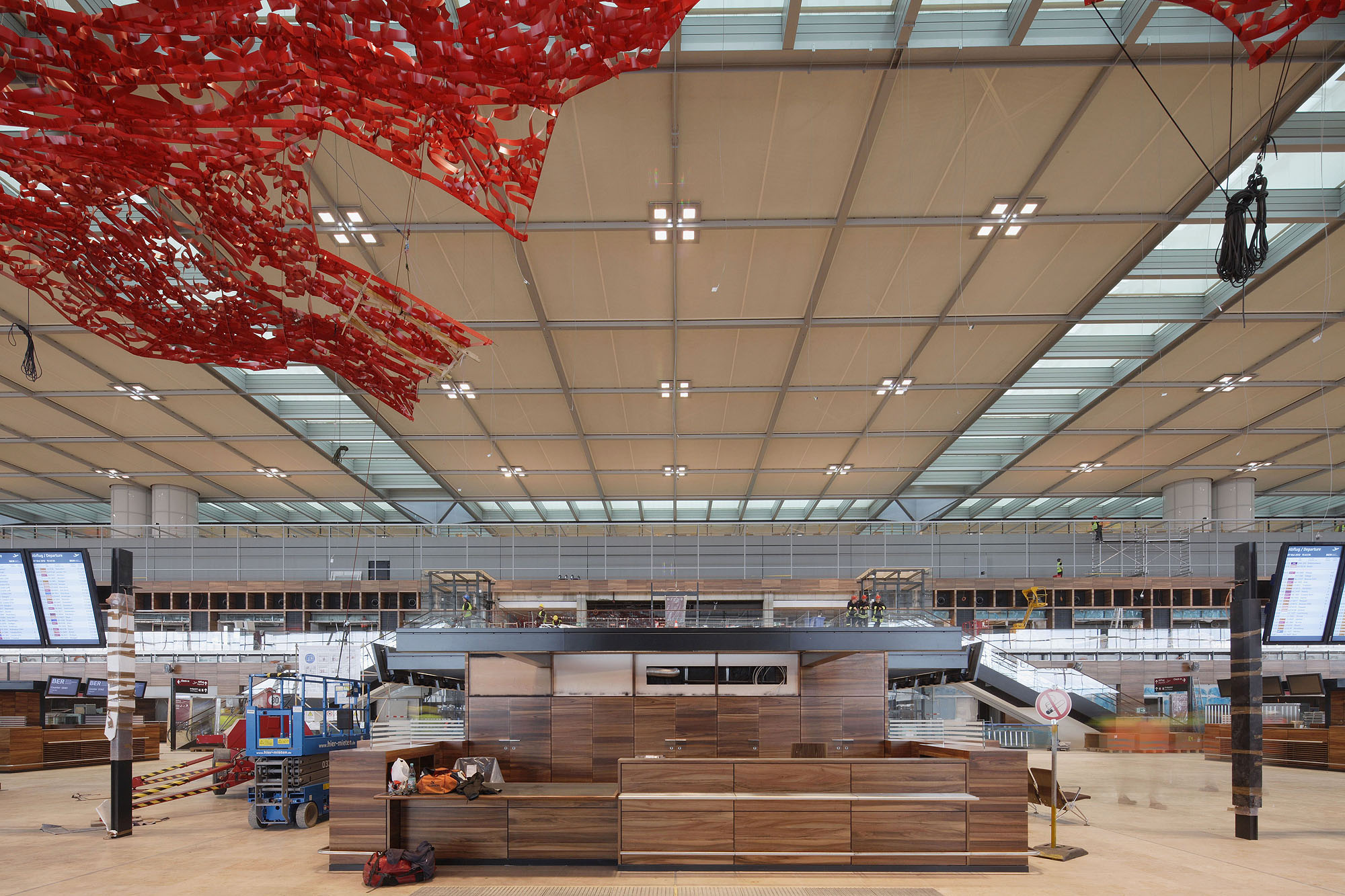
Flughafen Berlin Brandenburg
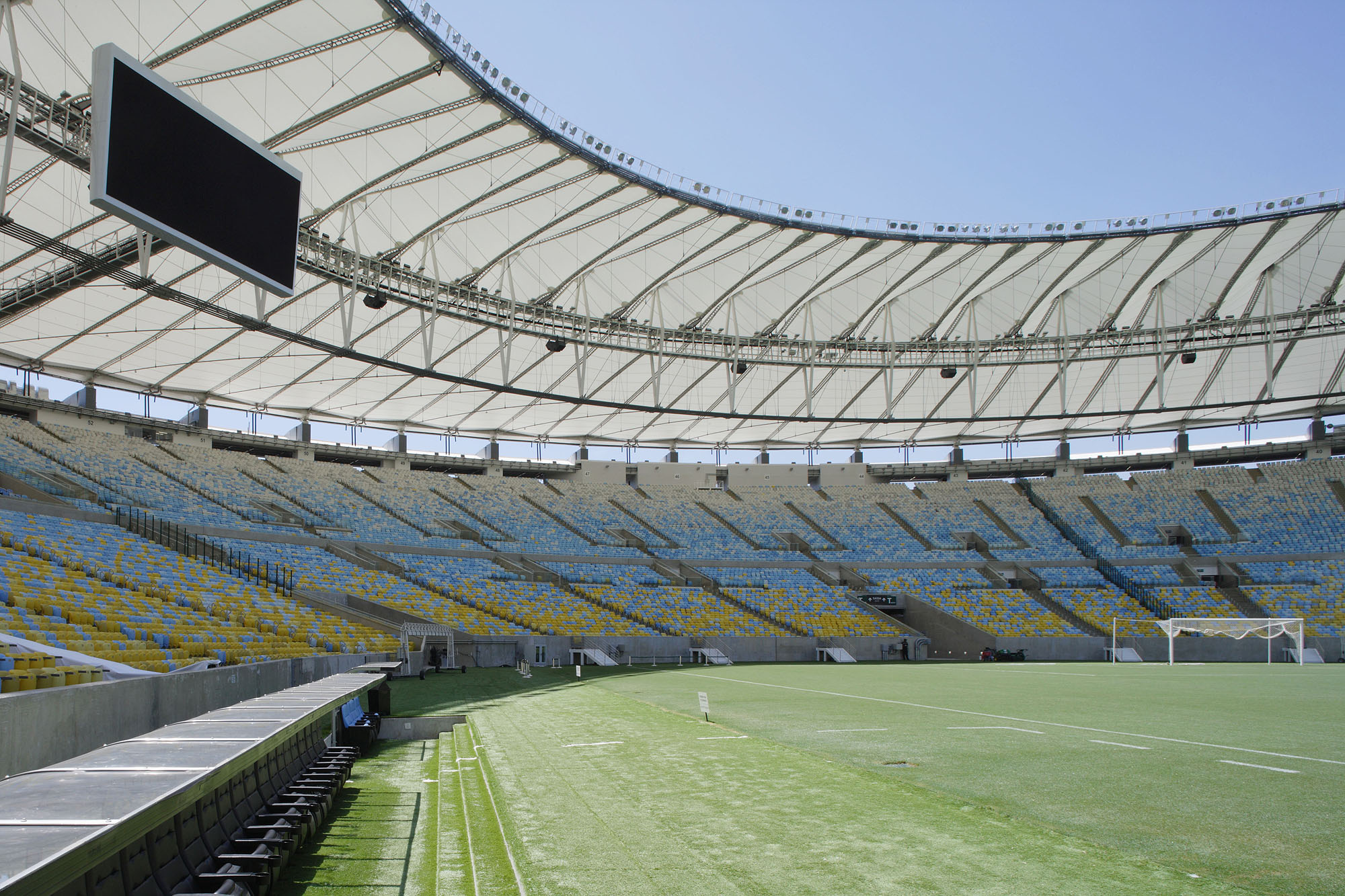
Maracanã Stadion, Rio de Janeiro
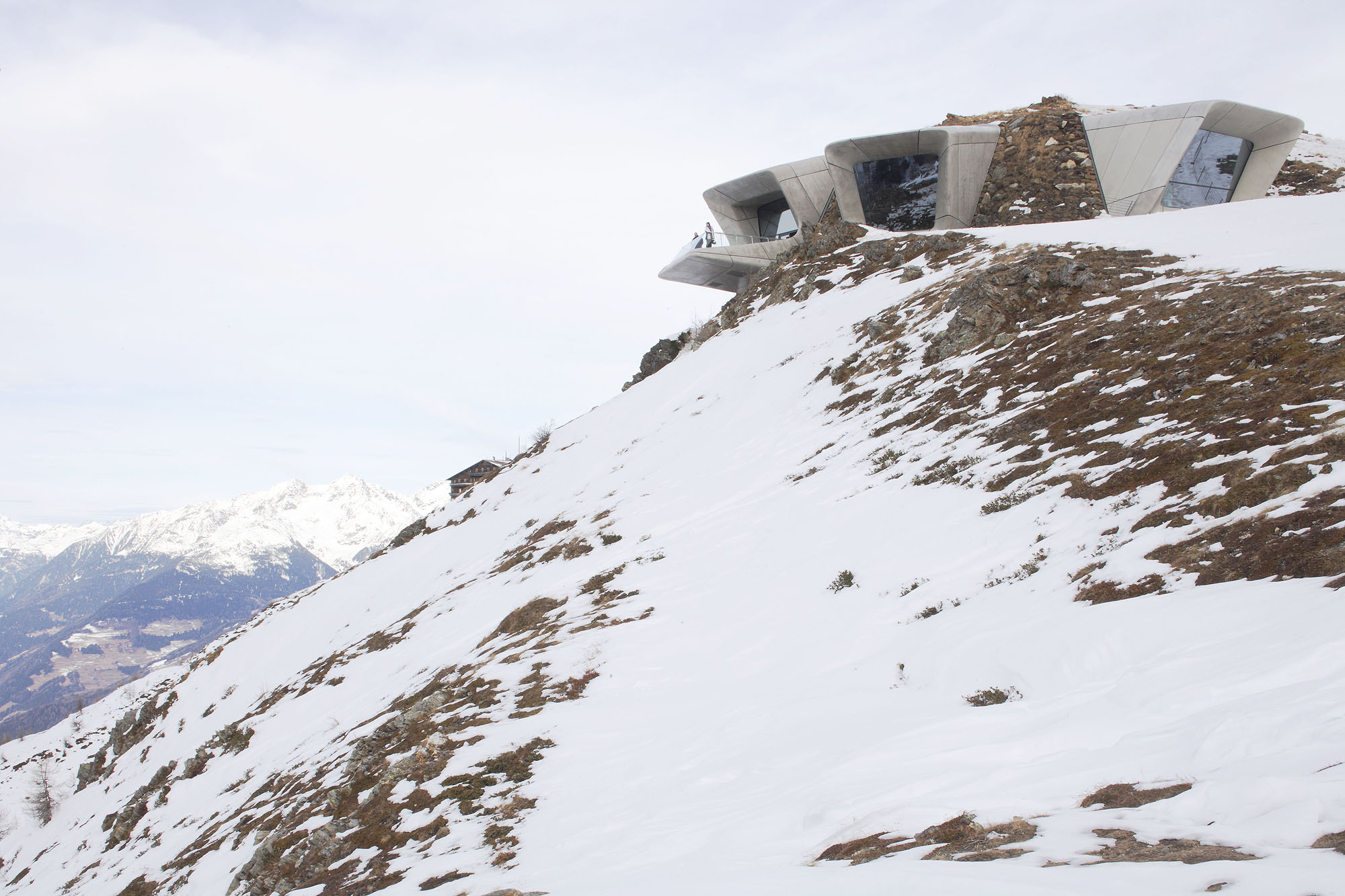
Messner Mountain Museums, Kronplatz
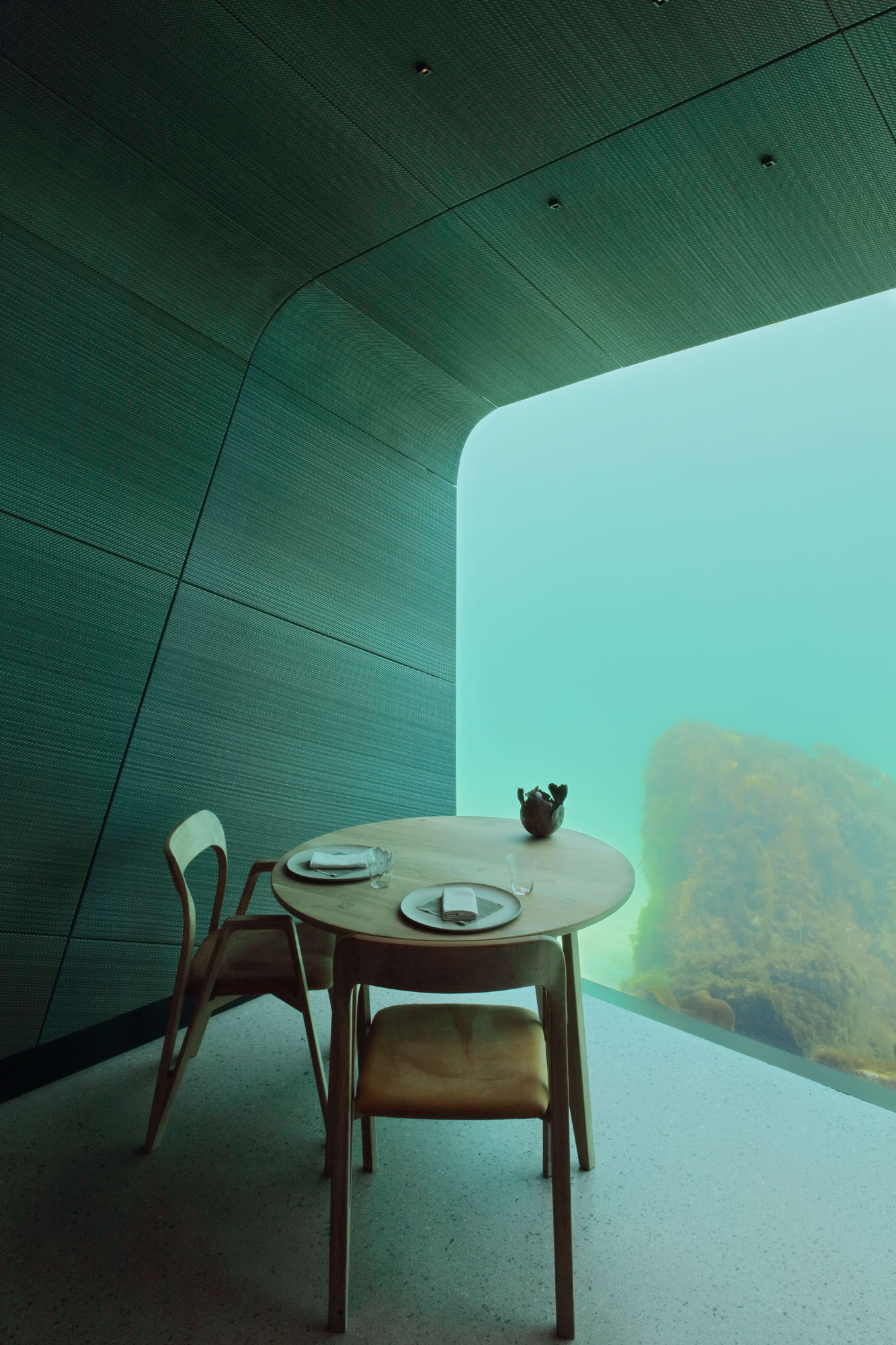
Unterwasserrestaurant „under“, Lindesness

### Photogrammetrieprojekte (Auswahl)
In Zusammenarbeit mit dem Bauforscher Peter Knoch:
- 2001: UNESCO-Welterbe Kirche von Bojana in Sofia, Bulgarien[13]
- 2001–2011: UNESCO-Welterbe Kloster Maulbronn in Baden-Württemberg[14]
- 2003–2005: Schloss Schwetzingen in Baden-Württemberg[15]
- 2006–2010: UNESCO-Welterbe Aachener Dom in Nordrhein-Westfalen[16]

Für den Lehrstuhl für Denkmalpflege der RWTH Aachen von Christian Raabe:
- 2011–2012: Aachener Rathaus in Nordrhein-Westfalen[17]